# 国际家庭日
5月15日是国际家庭日，是联合国大会在1993年的一项决议中宣布纪念这一日子，於1994年公佈，旨在提高国际社会对家庭重要性的认识，促进家庭的和睦、幸福和进步。

## 历年主题[1]
- 2022年：家庭与城市化
- 2021年：家庭与新技术
- 2020年：发展中的家庭：哥本哈根和北京+25
- 2019年：家庭与气候行动：关注可持续发展目标13
- 2018年：家庭与包容性社会
- 2017年：家庭、教育和福祉
- 2016年：家庭、健康生活和可持续发展
- 2015年：男人說了算？當代家庭的性別平等與兒童權利
- 2014年：家庭事关发展目标的实现；国际家庭年20周年
- 2013年：促進社會融合與代間連結
- 2012年：家庭和工作間的平衡
- 2011年：与家庭贫困和社会排斥作斗争
- 2010年：移徙对世界各地家庭的影响
- 2009年：母亲和家庭：变化世界中的挑战
- 2008年：父亲与家庭：责任和挑战
- 2007年：家庭与残疾人
- 2006年：变化中的家庭：机遇与挑战
- 2005年：艾滋病毒/艾滋病与家庭福祉
- 2004年：国际家庭年十周年：一个行动框架
- 2003年：筹备2004年国际家庭年十周年纪念活动
- 2002年：家庭和老龄化：机遇与挑战
- 2001年：家庭和志愿者：建设社会凝聚力
- 2000年：家庭：发展的推动者和受益者
- 1999年：不分年龄人人共享的家庭
- 1998年：家庭：人权的教育者和提供者
- 1997年：在伙伴关系基础上的家庭建设
- 1996年：家庭：贫穷和无家可归首当其冲受害者